# Кондрючее
Кондрю́чее (укр. Кондрюче) — село, относится к Свердловскому городскому совету Луганской области Украины. Под контролем самопровозглашённой Луганской Народной Республики.

## География
Ближайшие населённые пункты: город Свердловск на севере, село Уткино на западе, посёлки Калининский на западе, Хмельницкий на юго-востоке.

## Население
Население по переписи 2001 года составляло 278 человек.

## Общие сведения
Почтовый индекс — 94806. Телефонный код — 6434. Занимает площадь 0,45 км². Код КОАТУУ — 4412745701.

## Достопримечательности
В селе находится «Дом здоровья», основанный последователями Порфирия Корнеевича Иванова.

## Местный совет
94800, Луганская обл., Свердловский городской совет, пгт. Калининский, ул. Садовая, д. 21.